# Чушумова
Чушумова — деревня в Тобольском районе Тюменской области, входит в состав Булашовского сельского поселения.
Рядом проходит трасса Р-404, автобусного сообщения.
Находится примерно в 69 км от Тобольска.

## Население
| 2010 |
| ---- |
| 31   |